# Záchlumí u Žamberka
Záchlumí (deutsch Sachlum) ist eine Gemeinde in Tschechien. Sie liegt fünf Kilometer westlich von Žamberk (Senftenberg) und gehört zum Okres Ústí nad Orlicí.

## Geographie
Das Dorf befindet sich rechtsseitig der Wilden Adler entlang einer den Fluss überquerenden Straße. Westlich davon erhebt sich der Berg Chlum (603 m), an dessen Südhang ein großer Steinbruch liegt. Jenseits des Chlum befindet sich die Burg Litice nad Orlicí. Am linken Flussufer führt die Eisenbahnstrecke zwischen Týniště nad Orlicí und Jablonné nad Orlicí entlang, an der in Bohousová eine Bahnstation liegt. Südlich von Záchlumí liegt der Kletná (535 m).
Nachbarorte sind Rybná nad Zdobnicí im Norden, Kameničná im Nordosten, Dolní Dvůr und Helvíkovice im Osten, Bohousová im Süden, Litice nad Orlicí im Südwesten, Záměl im Westen sowie Merklovice im Nordwesten.

## Geschichte
Die erste urkundliche Erwähnung von Záchlumí stammt aus dem Jahre 1365. Gegründet wurde der Ort in der 2. Hälfte des 13. Jahrhunderts. Das Dorf gehörte zur Herrschaft Litice.
1872 erfolgte der Eisenbahnbau im Tal der Wilden Adler, dabei wurde bei Litice ein Tunnel durch den Berg getrieben. 1897 wurde das Schulhaus eingeweiht, zuvor waren die Kinder nach Bohousová eingeschult. Die dortige Dorfschule war überbelegt und 1893 unterrichtete der einzige Lehrer 167 Kinder, die etwa zur Hälfte aus beiden Dörfern stammten, in einem Raum.

## Gemeindegliederung
Die Gemeinde Záchlumí besteht aus den Ortsteilen Bohousová (Bouschow), Litice nad Orlicí (Littitz an der Adler) und Záchlumí (Sachlum).

## Sehenswürdigkeiten
- Burg Litice nad Orlicí
- Glockenturm an der Straße in Záchlumí, errichtet 1790
- Glockenturm in Bohousová, seit 1770 nachweisbar
- Glockenturm in Litice nad Orlicí, errichtet vor 1883

## Söhne und Töchter der Gemeinde
- Alois Potěhník (* 1829 in Bohousová), Schriftsteller
- Alois Krčmář (* 1897 in Bohousová), Maler

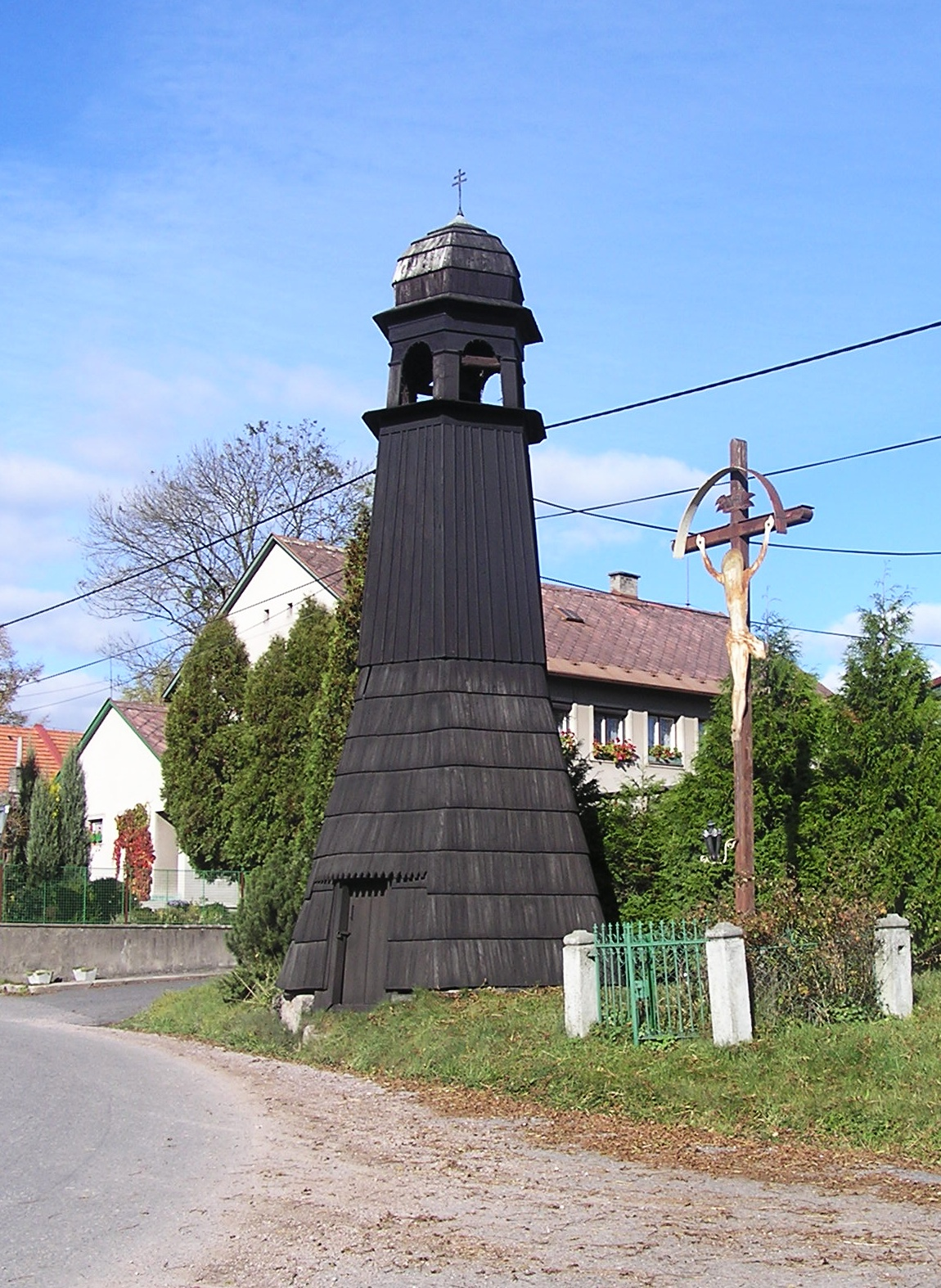
Glockenturm an der Straße in Záchlumí
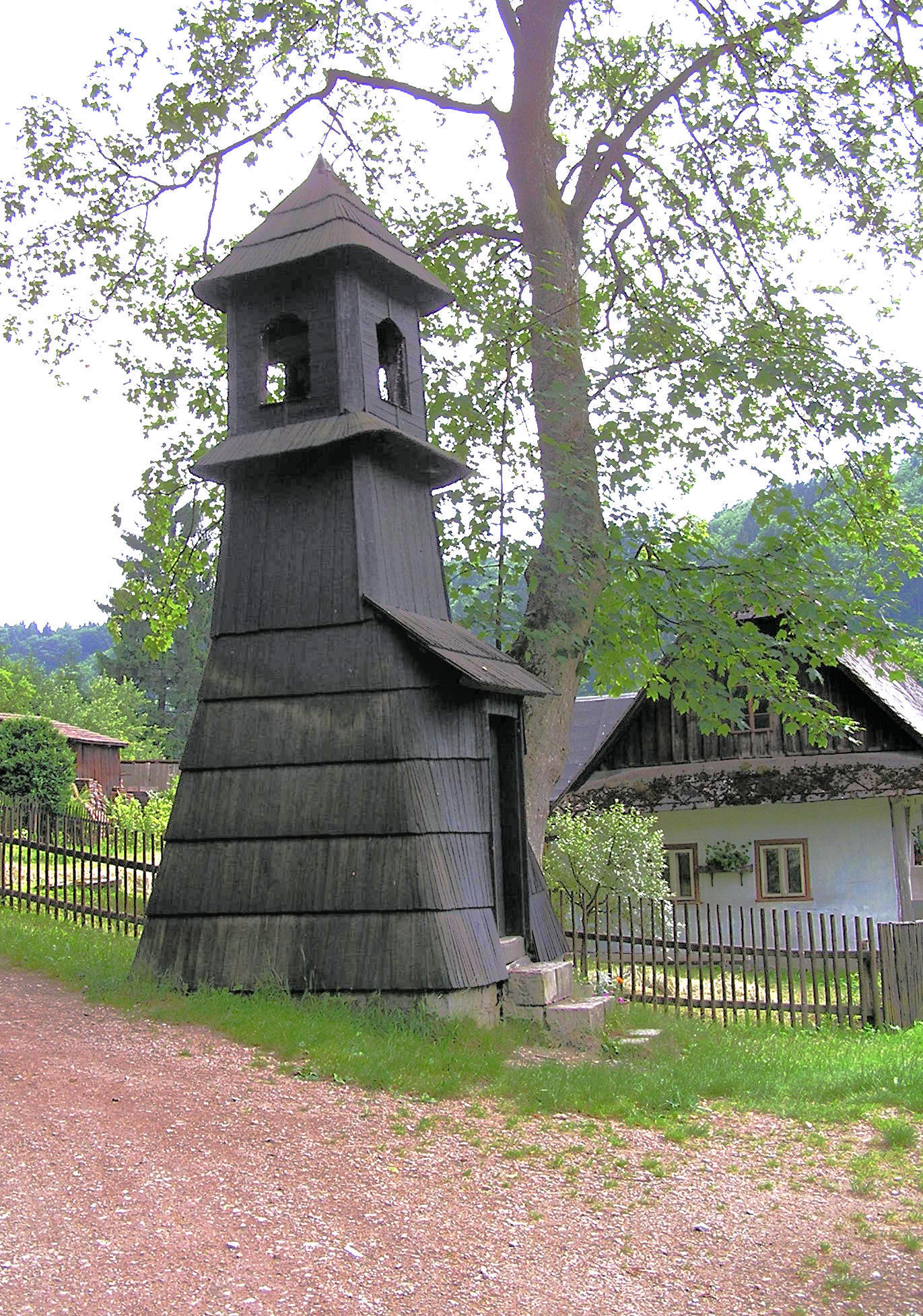
Glockenturm in Litice nad Orlicí